# リスボンのジェロニモス修道院とベレンの塔
リスボンのジェロニモス修道院とベレンの塔（リスボンのジェロニモスしゅうどういんとベレンのとう）はUNESCOの世界遺産リスト登録物件の一つであり、その名称が示すように、ポルトガルの首都リスボンのベレン地区にあるジェロニモス修道院とベレンの塔を対象としている。それらは、16世紀ポルトガルで栄えたマヌエル様式の代表的傑作に数えられているだけでなく、かつての大航海時代とポルトガル海上帝国の栄華の記憶をとどめる文化遺産であることが評価され、最初のポルトガルの世界遺産の一つとなった。

## 構成資産
ジェロニモス修道院とベレンの塔が対象である。それらの壮麗さは、大航海時代に貿易による巨富を手にしたポルトガルの繁栄ぶりを伝えている。なお、付近の発見のモニュメント（1960年）は世界遺産関連文献で一緒に触れられることがしばしばあるものの、世界遺産登録対象ではない。それはインペリオ広場、ベレン文化センターなどとともに、緩衝地域に含まれている。

### ジェロニモス修道院

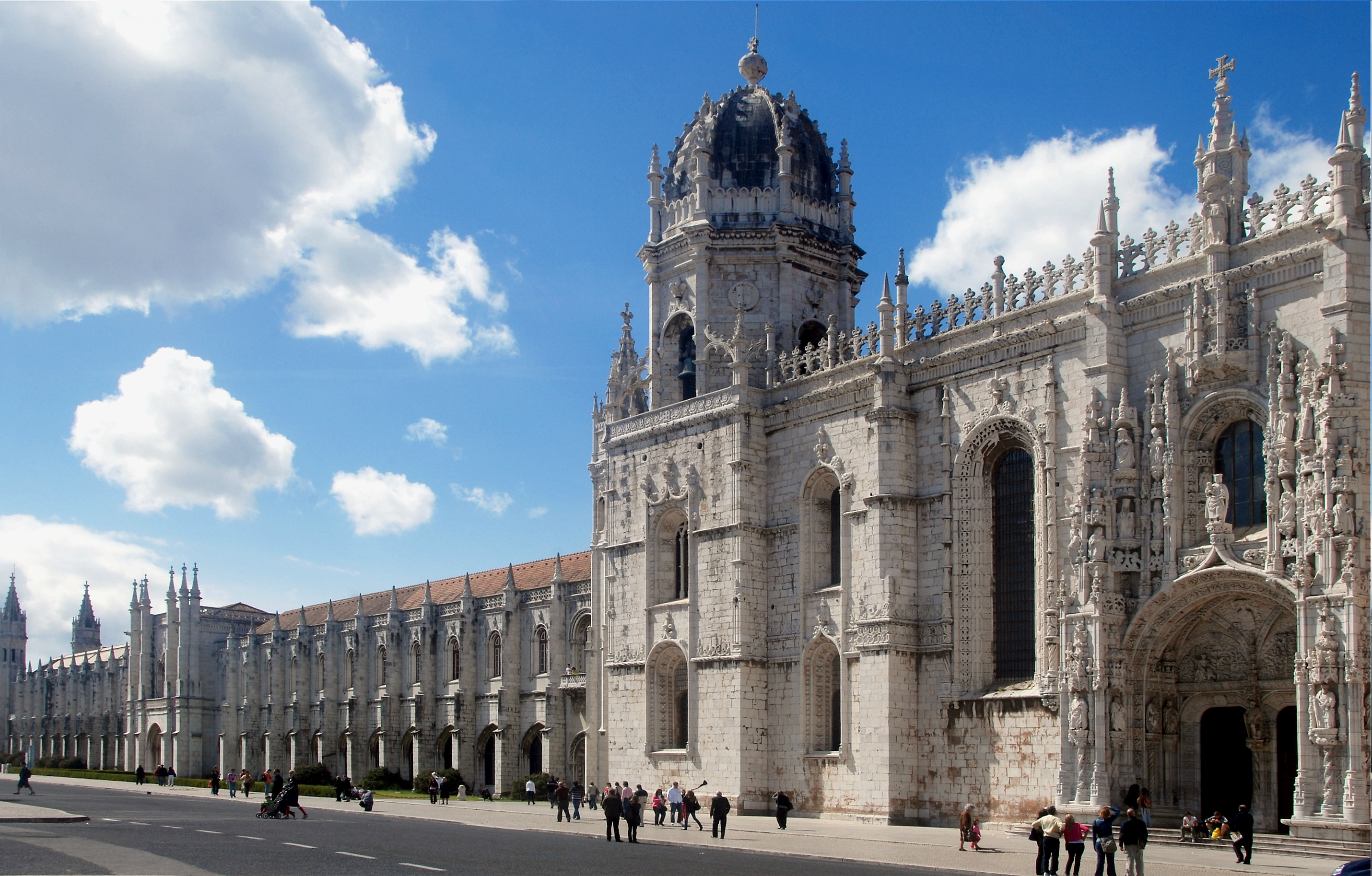
ジェロニモス修道院外観

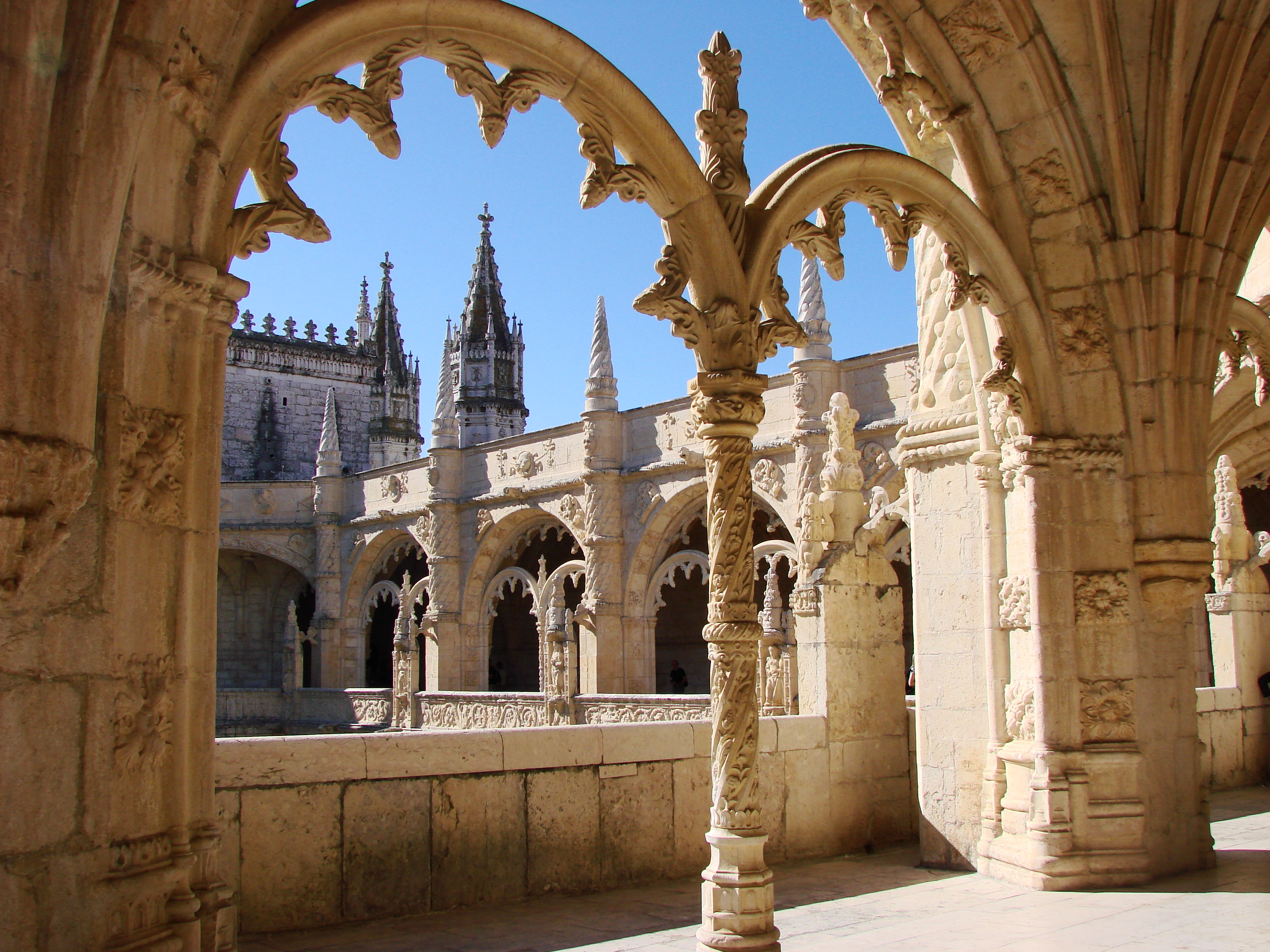
回廊のマヌエル様式装飾

ジェロニモス修道院（Monastery of the Hieronymites, 世界遺産ID263bis-001）の世界遺産登録面積は2.57 ha、緩衝地域 51.5 ha である。
聖ヒエロニムスにあやかったヒエロニムス会の修道院で、現在につながる本格的な建設はディオゴ・ボイタクが指揮をした1502年以降のことである。ボイタクに建設を命じたのはポルトガル王マヌエル1世で、その目的にはエンリケ航海王子の業績を称揚する意図などが込められていた。ボイタクが指揮を執ったのは1516年までで、それを引き継いだのはジョアン・デ・カスティーリョである。カスティーリョは1551年に没したが、その年にジェロニモス修道院の建築は主要部分の完成を見た。その後も増築などが行われ、19世紀にようやく現存する形に落ち着いた。
「ポルトガルが誇るマヌエル様式建築の最高傑作」と評されることもあるジェロニモス修道院の中でも、特に繊細な彫刻に飾られた回廊や、彫像で飾られた南門柱廊を備えた修道院付属のサンタ・マリア聖堂などの評価が高い。
以前に王家の霊廟だったのはバターリャ修道院だが、ジェロニモス修道院が出来てからはそちらが王家の霊廟となった。この結果、マヌエル1世もジェロニモス修道院に葬られている。著名な人士ではほかにヴァスコ・ダ・ガマ、詩人ルイス・デ・カモンイス、作家フェルナンド・ペッソアらの棺も、この修道院に安置されている。

### ベレンの塔

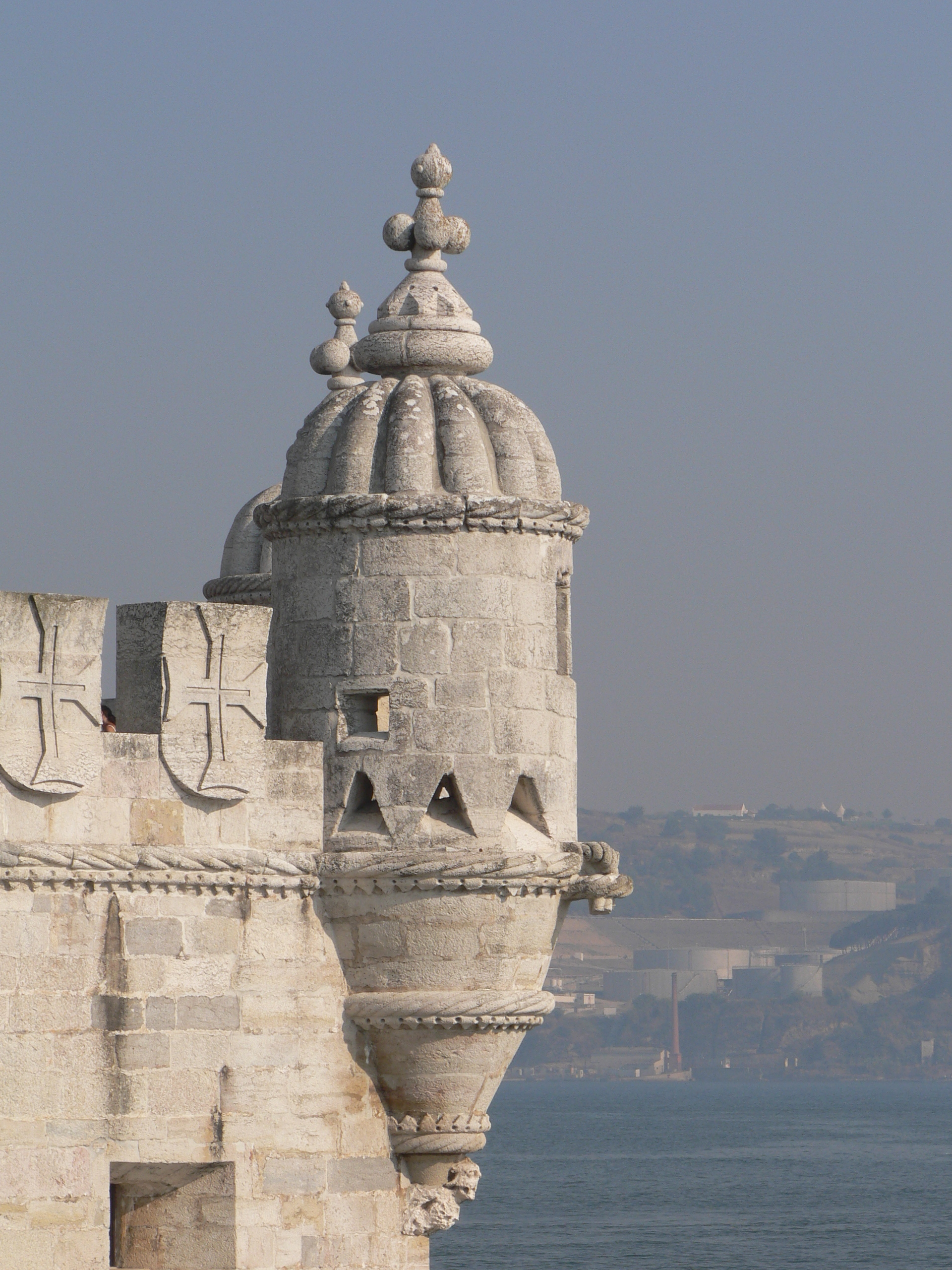
角の見張り塔

ベレンの塔（Tower of Belem, 世界遺産ID263bis-002）の世界遺産登録面積は 0.09 ha、緩衝地域は 51.5 ha である。
正式名は「サン・ヴィセンテの塔」、建造は1515年から1521年にかけてのことで、指揮したのはフランシスコ・デ・アルダであった。ジェロニモス修道院と同じく、建設を命じたのはマヌエル1世である。ヴァスコ・ダ・ガマの業績をたたえる目的をこめた灯台だが、テージョ川河口を見張る要塞としての機能も備えていた。当時のリスボンでは、英国やオランダの海賊に対する備えが必要だったのである。
1755年のリスボン大地震では多くの建物が被災したが、ジェロニモス修道院とベレンの塔があるベレン地区は難を逃れ、さして損壊を被らなかった。ただし、その地震で川の流れが変わったことで、ベレンの塔は中洲から川岸へと、位置関係を変えた。
航海に関する事物をモチーフとした装飾があしらわれたマヌエル様式建築の傑作のひとつで、作家司馬遼太郎はその優雅さを「テージョ川の貴婦人」と評した。

## 登録経緯
ポルトガルの世界遺産条約締約は1980年9月30日のことであった。この物件は1982年12月20日に推薦され、世界文化遺産の諮問機関である国際記念物遺跡会議 (ICOMOS) も「登録」を勧告した。そして、1983年の第7回世界遺産委員会で、アゾレス諸島のアングラ・ド・エロイズモの中心地区、バターリャ修道院、トマールのキリスト教修道院とともに、ポルトガル初の世界遺産として登録された。
世界遺産としての正式登録名は、Monastery of the Hieronymites and Tower of Belém in Lisbon （英語）、Monastère des Hiéronymites et tour de Belém à Lisbonne （フランス語）である。その日本語訳は「リスボンのジェロニモス修道院とベレンの塔」とされるのが普通である。
2008年の第32回世界遺産委員会では、ベレンの塔の緩衝地域設定に関して「軽微な変更」（範囲の拡大）が行われた。これは、従来の保護区域の設定では、ジェロニモス修道院周辺とベレンの塔周辺の景観保護が一体的に行われていなかったことに対応するものであるが、変更を承認する勧告を出したICOMOSは、まだ緩衝地域に拡大の余地があるという見解を示していた。その見解は世界遺産委員会の決議でも踏襲された。

## 登録基準
この世界遺産は世界遺産登録基準のうち、以下の条件を満たし、登録された（以下の基準は世界遺産センター公表の登録基準からの翻訳、引用である）。
- (3) 現存するまたは消滅した文化的伝統または文明の、唯一のまたは少なくとも稀な証拠。
- (6) 顕著で普遍的な意義を有する出来事、現存する伝統、思想、信仰または芸術的、文学的作品と直接にまたは明白に関連するもの（この基準は他の基準と組み合わせて用いるのが望ましいと世界遺産委員会は考えている）。

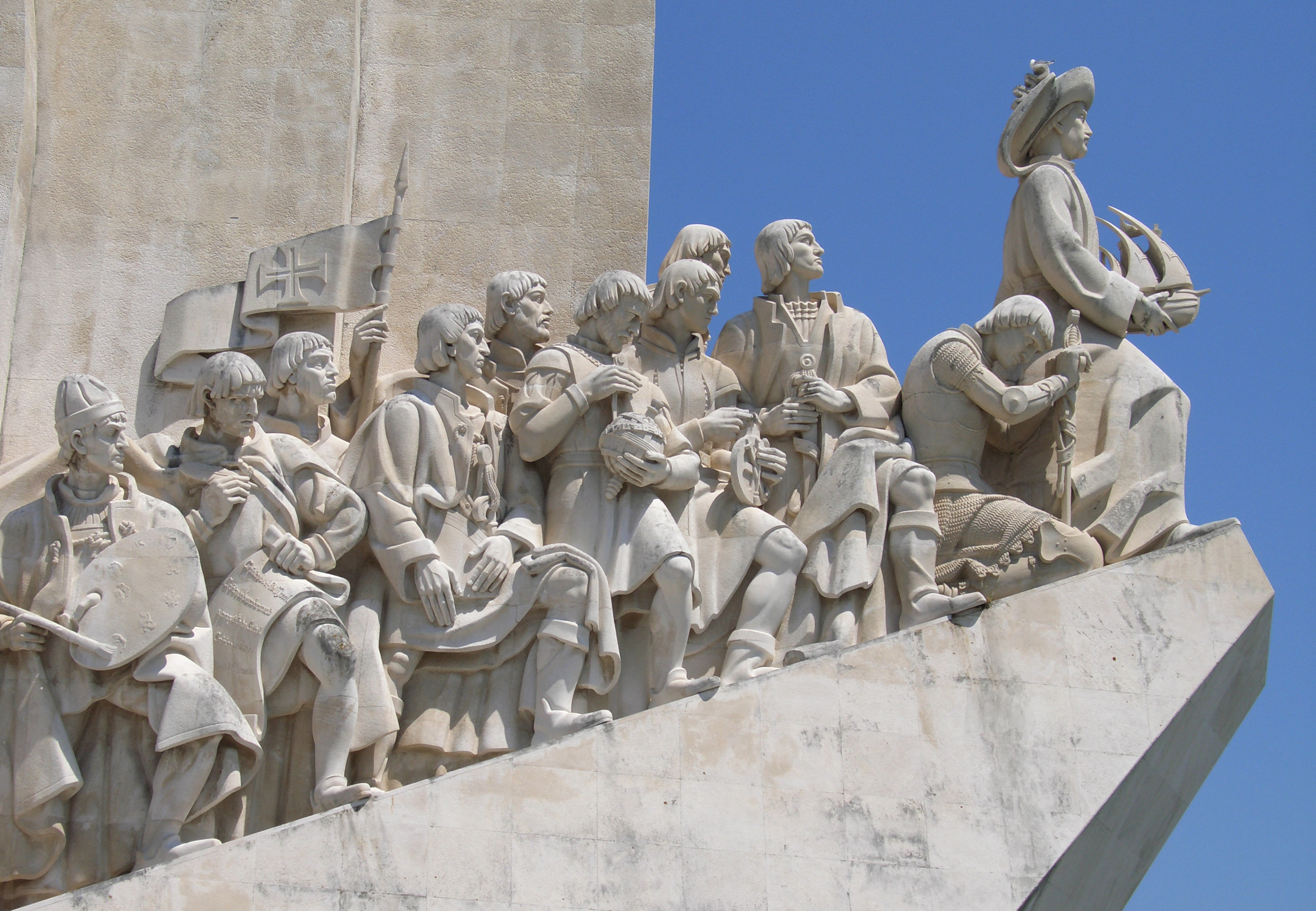
発見のモニュメント（1960年）。世界遺産登録理由は大航海時代と密接に結びついているが、上述の通り、発見のモニュメント自体は世界遺産登録対象ではない。

ICOMOSの勧告では、結論部分で「その最盛期にあったアヴィス王朝によって作り上げられたベレン（地区）の建造物群は、大航海時代のポルトガルの権勢を最もよく表しているものの一つである。ベレンは消えた文明の傑出した例証を備えており（基準 (3) に該当）、顕著な普遍的意義を持つ諸事件と直接的かつ明白に結びついている（基準 (6) に該当）」と説明していた。

## 観光
ベレン地区はジェロニモス修道院とベレンの塔のほかにも、博物館などを多く擁する観光名所である。2004年にジェロニモス修道院とベレンの塔を訪れた観光客は70万人以上にのぼったと見積もられている。